# Монгольское завоевание Средней Азии
Монгольское завоевание Средней Азии под руководством Чингисхана проходило в два этапа. Основной поход был направлен против империи Хорезмшахов. В 1218 году монголы разгромили своего старого противника Кучлука, ставшего незадолго до этого гурханом Кара-киданьского государства, причём кара-киданьская территория была поделена между Монгольской империей и Хорезмом. К осени 1219 года монголы напали на территорию империи Хорезмшахов , которая продолжалась до весны 1223 года. В этот период была захвачена основная часть государства Хорезмшахов от Инда до Каспийского моря. Последний Хорезмшах Джелал ад-Дин Мангуберди, ещё несколько лет оказывавший сопротивление монголам, в конце концов был побеждён и погиб в 1231 году. По сведениям Стивена Уорда после монгольского нашествия погибло более 75% жителей в Иранском плато (Персия и южная часть Центральной Азии). Было убито более 10-15 миллионов невинных жителей.

## Война с Каракитайским ханством
Каракитаи, являвшиеся остатками киданей из династии Ляо (907—1125) и изгнанные из Китая чжурчжэнями династии Цзинь, в бассейне рек Талас и Чу (Семиречье) смогли создать своё государство. Основал государство кара-киданей родственник последнего императора династии Ляо Елюй Даши. В 1124 году молодой Елюй Даши, учёный, знаток древней китайской поэзии, не дожидаясь окончательного разгрома «Железной» империи, увёл на запад сорок тысяч воинов, обосновался в Средней Азии, откуда в будущем планировал нанести удар по чжурчжэням и возродить империю Ляо, подчинил себе раздробленные племена, покорил крепости Кашгар и Хотан.
Чёрные кидани заняли доминирующие позиции в регионе Центральной Азии в XII веке, нанеся в битве при Катване сокрушительное поражение сельджукам султана Санджара караханидам. Однако, их империя вскоре была ослаблена постоянными восстаниями и междоусобными войнами, что сделало возможным быстрое завоевание киданьской империи в 1211 году найманами во главе с ханом Кучлуком, при активной поддержке платившего до этого дань каракитаям хорезмшаха Мухаммеда, с которым Кучлук заключил против своего сюзерена союз.
Кучлук, к тому времени скрывающийся от монголов Чингисхана, получил убежище при дворе гурхана Чжулху и разрешение собрать остатки армии, разбитой при Иртыше, что, однако, не помешало ему узурпировать престол, едва он заполучил под свою руку довольно сильное войско.
После короткой, но решительной военной кампании союзники остались в большом выигрыше, а гурхан был вынужден отказаться от власти в пользу незваного гостя В 1213 году гурхан Чжулху скончался, и найманский хан стал полновластным правителем Семиречья. Став непримиримым противником Хорезма, Кучлук начал в своих владениях гонения на мусульман, чем вызвал ненависть оседлого населения Жетысу. Карлукский хан Арслан хан, а затем и правитель Алмалыка Бузар отошли от найманов и объявили себя подданными Чингисхана.
Найманский царевич несколько раз предпринимал походы против Бузара, тогда тот в поисках помощи покорился Чингисхану. Во время охоты Бузар попал в плен к Кучлуку, который затем безуспешно осаждал Алмалык. В ответ на это вассалы Чингисхана обратились к нему за помощью. В 1216 году Чингисхан направил 20-тысячный отряд во главе с Джэбэ наказать беглого найманского хана. В связи с приближением монгольского отряда Кучлук снял осаду города, убил Бузара и возвратился в Кашгар.
Монголы завоевали Семиречье и Восточный Туркестан, которыми владел Кучлук. В первой же битве Джэбэ разгромил найманов. Монголы разрешали мусульманам публичное богослужение, запрещённое ранее найманами, что способствовало переходу всего оседлого населения на сторону монголов. После жестокого произвола Кучлука люди Кашгара, Яркенда и Хотана посчитали приход монголов «одной из милостей Аллаха». Жители Баласагуна открыли ворота монголам, за что город получил название Гобалык — «кроткий город». Кучлук, не сумев организовать сопротивление, бежал в горы Памира, Бадахшан, где был пойман и убит. Перед Чингисханом открылась дорога в пределы Хорезма.

## Война с Хорезмом

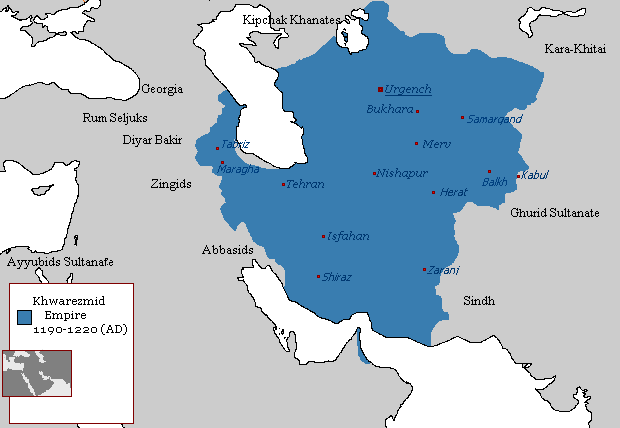
Государство Хорезмшахов (1190-1221)

Империя Хорезмшахов представляла собой крупную империю в Центральной Азии. Однако уязвимым местом в империи было большое влияние канглыйской и кипчакской знати, занимавшей ведущие посты в административном и военном аппарате. Мать хорезмшаха Мухаммеда II Теркен-хатун происходила из кипчакского правящего рода, а по другой версии она была из канглы и обладала огромным влиянием при дворе, фактически сама назначая своих родственников на все ключевые государственные посты. Пользуясь их поддержкой, она фактически возглавила оппозицию своему сыну. Особенно обострились их отношения перед монгольским нашествием. Значительные гарнизоны располагались во всех крупных городах Хорезма: Самарканде, Бухаре, Отраре. В 1212 году канглы участвовали в подавлении восстания караханида Османа в Самарканде.
После победы над Кучлуком и уничтожения Каракитайского государства, которое угрожало левому флангу, а впоследствии тылу и коммуникациям монгольской армии в гипотетическом походе на Хорезм, монгольские захватчики во главе с Субэдэй-багатуром и Тохучар-нойоном приблизилось к границам Хорезма и столкнулось с армией хорезмшаха. Правое крыло хорезмского войска под командованием сына Мухаммеда, Джелал-ад-Дина, добилось успеха на своём фланге и помогло центру и левому крылу своего войска. К наступлению темноты ни одна из сторон не добилась решающих результатов. Ночью монголы разожгли костры и покинули место битвы.

### Предпосылки конфликта
Чингисхан в 1215 году договорился с империей Хорезмшахов о добрососедских торговых отношениях. Вскоре после того, как посольство Чингисхана вернулось из Хорезма, он послал туда своих первых купцов. Это был большой и богатый купеческий караван, состоявший из 450 мусульманских купцов и нескольких десятков монгольских офицеров. Они были казнены, обвинённые в шпионаже Инальчиком Кайыр-ханом, правителем Отрара. Это стало удобным предлогом для организации монгольского военного вторжения. Осенью 1219 года Чингисхан двинул своё войско с берегов Иртыша на запад. В том же году оно вторглось в Мавераннахр.
Разгневанный Чингисхан потребовал выдачи Кайыр-хана, но хорезмшах, боясь гнева канглыйской знати, отказался. Вместо того, чтобы выполнить требование, Мухаммед II обезглавил одного из послов монгольского хана, а остальных отпустил, предварительно обрезав им бороды.
Весной 1219 года, не окончив завоевания Китая, Чингисхан отправил свою армию для вторжения в Центральную Азию.

### Подготовка сторон к войне
В верхушке хорезмийской знати разделились мнения по вопросу способа противодействия предстоящему монгольскому вторжению. Экстренно собранный высший государственный совет не смог выработать разумный план военных действий. Вариант военного похода для встречи монгольского войска на северо-восточных границах государства предлагался, но, судя по всему, реализован не был. Имам Шихаб ад-Дин Хиваки, сподвижник хорезмшаха и глава шафиитов Хорезма, предложил собрать народное ополчение и всеми боевыми силами встретить врага на берегах Сырдарьи. Предлагались и другие планы военных операций, но султан избрал тактику пассивной обороны.
Хорезмшах и поддержавшие его сановники и полководцы, недооценивая осадное искусство монголов, полагались на крепость городов Мавераннахра. Шах принял решение сосредоточить основные силы на Амударье, подкрепив их ополченцами из соседних провинций. Мухаммед и его военачальники, засев в крепостях, рассчитывали напасть на монголов после того, как они рассеются по стране в поисках добычи.
В крупных городах северо-восточной части государства располагались мощные гарнизоны в основном состоящих из кипчаков, таджиков и канглы. Также была отстроена стена вокруг Самарканда и выкопан ров, хотя хорезмшах сомневался в эффективности оборонительных сооружений. Сосредоточение большей части войск планировалось произвести юго-западнее Амударьи, там же должен был расположиться основной очаг сопротивления.
Перед началом военных действий монголы провели глубокую широкомасштабную разведку сил противника. Когда в ставке монгольского хана свели воедино все донесения информаторов, было решено сделать ставку на внезапность и мобильность монгольских войск.
Летом 1219 года для нападения на Хорезм Чингисхан подготовил, по разным данным, от 150 до 200 тысяч человек. Хорезмийский султан Мухаммед без труда мог собрать и выставить против монгольских захватчиков с востока в два раза большую армию. Однако это были плохо подготовленные, малодисциплинированные отряды, к тому же Мухаммед боялся собственных эмиров, которые в любой момент могли устроить против него мятеж.

### Начало войны
Историк Ибн ал-Асир следующим образом характеризует монгольское нашествие в Среднюю Азию: «То, к чему я приступаю, заключает в себе повествование об ужаснейшем событии, и величайшей беде, которую когда-либо претерпевали времена, и которые охватили всех сотворённых [Богом], а особенно мусульман…Возможно, люди никогда не увидят подобного бедствия вплоть до окончания существования Вселенной…Этот народ вышел из окраин ас-Сина. Они устремились в города Туркестана, такие, как Кашгар и Баласагун…оттуда — в города Мавераннахра, такие, как Бухара, Самарканд и другие…Затем они переправились в Хорасан, захватили и опустошили его, разрушая [города], убивая и грабя. Оттуда они прошли в Рей, Хамадан и страну Джибал с находившимися в ней городами вплоть до границ Ирака. Потом они устремились в города Азербайджана и Аррана, разрушили их и убили большую часть их жителей. Спаслись из них лишь немногие, оставшись бездомными. И все это менее чем за год! Такое никогда ещё не было известно».
В 1219 году монгольские захватчики во главе с Чингисханом устроили военное вторжение в Центральную Азию. Армия была разделена на несколько частей. Одной командовали его сыновья Чагатай и Угэдэй, оставленные отцом осаждать Отрар; вторую возглавил старший сын — Джучи. Его основной целью было захват городов на юге современного Казахстана: Сыгнака и Дженда. Третья армия была направлена на Ходжент. Основные силы во главе с Чингисханом и его сыном Толуем должны были захватить Самарканд.

## Нападение и разграбление городов Семиречья и присырдарьинских территорий

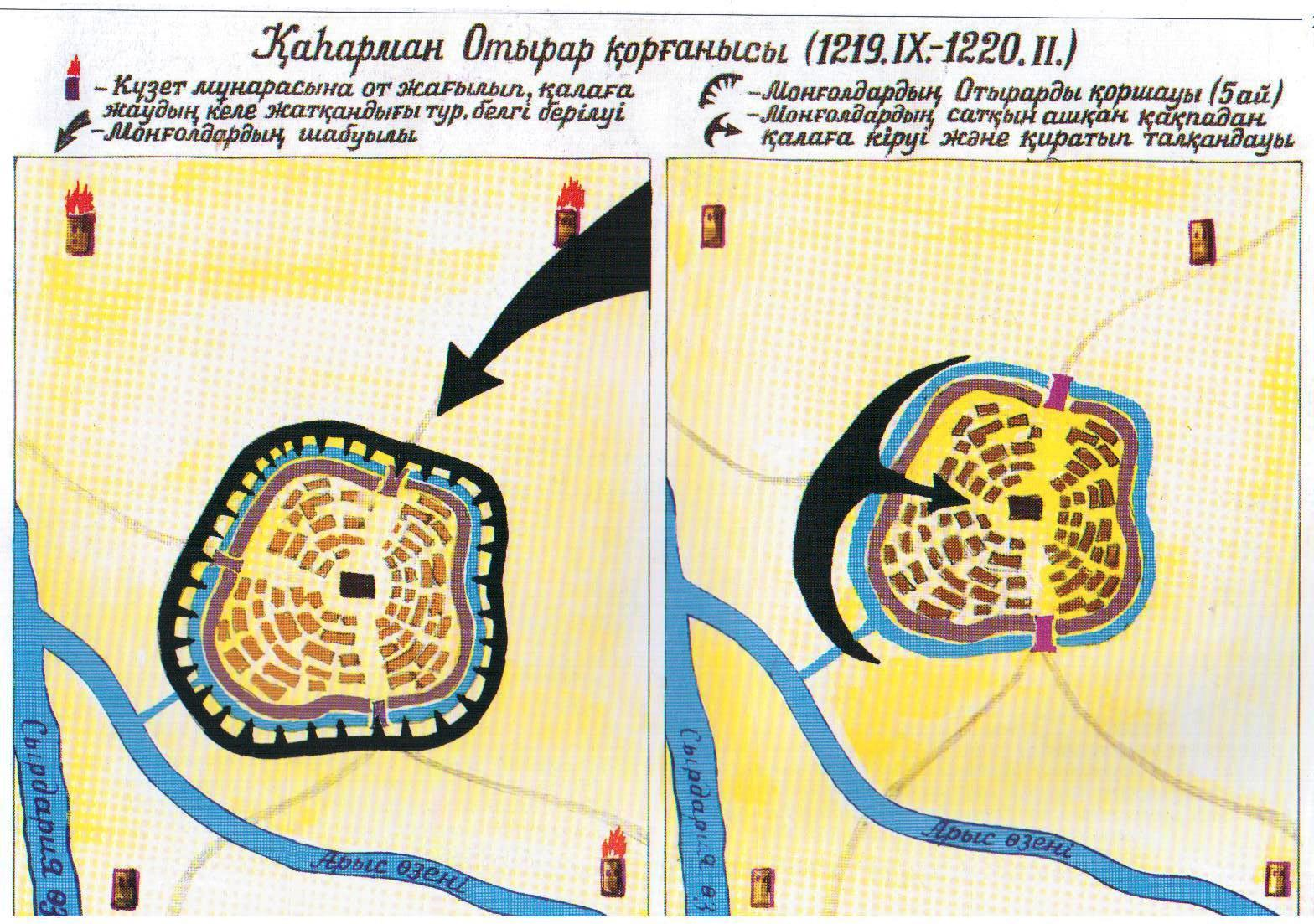
Осада города Отрар

До монгольского нашествия на территории современного Казахстана жили и развивали науку и различные этические-философские идеи множество учёных. Существовала оживлённая торговля и торговые караваны Шелкового пути из Китая проходили путь через  крупные и развитые города Казахстана как Дженд, Тараз, Сауран, Испиджаб, Янгикент и Сыгнак. Но после монгольского военного вторжения многие большие города были разрушены, разграблены, а детей, женщин и мужчин в этих городах вырезали, а часть оставшихся в живых людей обращали в рабство.
Нападение и осада Отрара силами нескольких туменов началась в сентябре 1219 года и продолжалась около пяти месяцев. Кайыр-хан, зная, что монголы не пощадят его, отчаянно защищался. Предательство одного из военачальников ускорило падение Отрара. Выйдя ночью из городских ворот, он сдался монголам. Через эти же ворота осаждающие монгольские военные ворвались в город. Часть войск и жители заперлись в крепости и продолжали обороняться. Только через месяц монгольские захватчики смогли взять цитадель. Все её защитники были убиты, крепость разрушена, Кайыр-хан был убит, а город после разграбления сравняли с землёй. Огромное количество кипчакских детей и женщин были убиты и истреблены. Пленники (хашар) из числа кипчаков и других жителей Отрара затем были использованы как пушечное мясо при штурме Ходжента и Самарканда.
Монгольские захватчики во главе с Джучи, совершавшие нападение на города по Сырдарье, весной 1220 года подошли к Сыгнаку, который был важным и крупным торговым городом по Шелковому пути до монгольского вторжения. Осада его продолжалась семь дней, после чего монгольские военные ворвались в город и разрушили все его крепостные сооружения. За короткий срок монголам подчинились Узген, Барчынлыкент и Дженд, которые тоже были крупными городами на территории современного Казахстана. 10-тысячный монгольский военный отряд вторгся и захватил Янгикент и направился в низовья Сырдарьи, мобилизовал там 10 тыс. туркмен. Они восстали, были частично убиты, а частично отступили на юг, в направлении Мерва. Основные военные Джучи расположились в районе города Дженда.

## Тактика монголов по отношению к населению городов
Если город удавалось взять штурмом после упорного сопротивления жителей, то монгольские захватчики производили «всеобщую резню» (араб.-перс, катл-и амм). А оставшихся в живых детей, мужчин и женщин, выгнав предварительно в поле, делили между монгольскими воинами, которые обращали их в рабство. Так было в Отраре, Сыгнаке, Ашнасе, Термезе, Нисе, Балхе, Нишапуре, Сабзаваре, Тусе, Гургандже, Герате (при вторичном взятии после восстания) и в других местах. Порою вместе с населением городов вырезалось и население их сельской округи. После резни пленных писцов заставляли подсчитывать число убитых. По словам Джувейни, после резни в Мерве подсчёт убитых продолжался 13 дней.

## Осада Худжанда и оборона Темурмалика
В 1220 году третья армия численностью 5 тыс.чел. взяла Бенакент и окружила Худжанд, тоже расположенный на Сырдарье. В течение осады численность монгольского войска увеличилась до 20 тыс. чел., численность используемых при осаде пленных — до 50 тыс. чел. Темурмалик, руководивший обороной островной крепости, отплыл вниз по Сырдарье. Монголы организовали преследование, а когда Темурмалик достиг района расположения войск Джучи, он был вынужден высадиться на левый берег реки и смог с боем уйти от преследования, затем убить монгольского наместника в Янгикенте.

Как описывает историк Рашид ад-Дин:
«Темурмалик, узнав о засаде [монгольского] войска, высадился на берегу Барчанлыгкента и двинулся со своим отрядом верхом, монголы шли вслед за ним. Отправив вперед обоз, он оставался позади его, сражаясь до тех пор, пока обоз не уходил [далеко] вперед, тогда он снова отправлялся следом за ним.

Несколько дней он боролся таким образом, большинство его людей было перебито, монгольское же, войско ежеминутно все увеличивалось. В конце концов монголы отобрали у него обоз, и он остался с небольшим числом людей. Он попрежнему выказывал стойкость и не сдавался. Когда и эти были также убиты, то у него не осталось оружия, кроме трех стрел, одна из которых была сломана и без наконечника. Его преследовали три монгола; он ослепил одного из них стрелой без наконечника, которую он выпустил, а другим сказал: "Осталось две стрелы по числу вас. Мне жаль стрел. Вам лучше вернуться назад и сохранить жизнь". Монголы повернули назад, а он добрался до Хорезма и снова приготовился к битве».

## Осада и уничтожение жителей Бухары
Четвёртая армия, возглавляемая самим правителем монголов и его сыном Толуем, подошла к Бухаре (гарнизон по разным данным 3 тыс. или 20 тыс. чел.), которая после короткой осады попала в руки монголов в марте 1220 года. Жители подверглись жестоким насилиям, а город был разграблен, разрушен и сожжён монголами, пленники были отправлены на осаду Самарканда. Историк Ибн ал-Асир описывает события следующим образом:
"После того, как Чингиз-хан освободился от взятия крепости [Бухары], он приказал переписать всех главных лиц и старейшин города…. Затем он приказал [жителям Бухары] уйти из города. Они ушли, лишённые своего имущества. Ни у кого из них не осталось ничего, кроме той одежды, что на нём. Неверные вошли в город и стали грабить и убивать всякого [из не ушедших], кого находили. [Чингиз-хан] окружил [мужчин] мусульман и приказал своим людям поделить их между собой, что они и сделали. Это был жуткий день, день сплошных рыданий мужчин, женщин и детей. И рассеялись [жители Бухары по всей стране], как [племя] Саба, и [былое единство их] «было разодрано в клочья». Стала Бухара «разрушенной до основания».

## Нападение на Самарканд и убийства его жителей

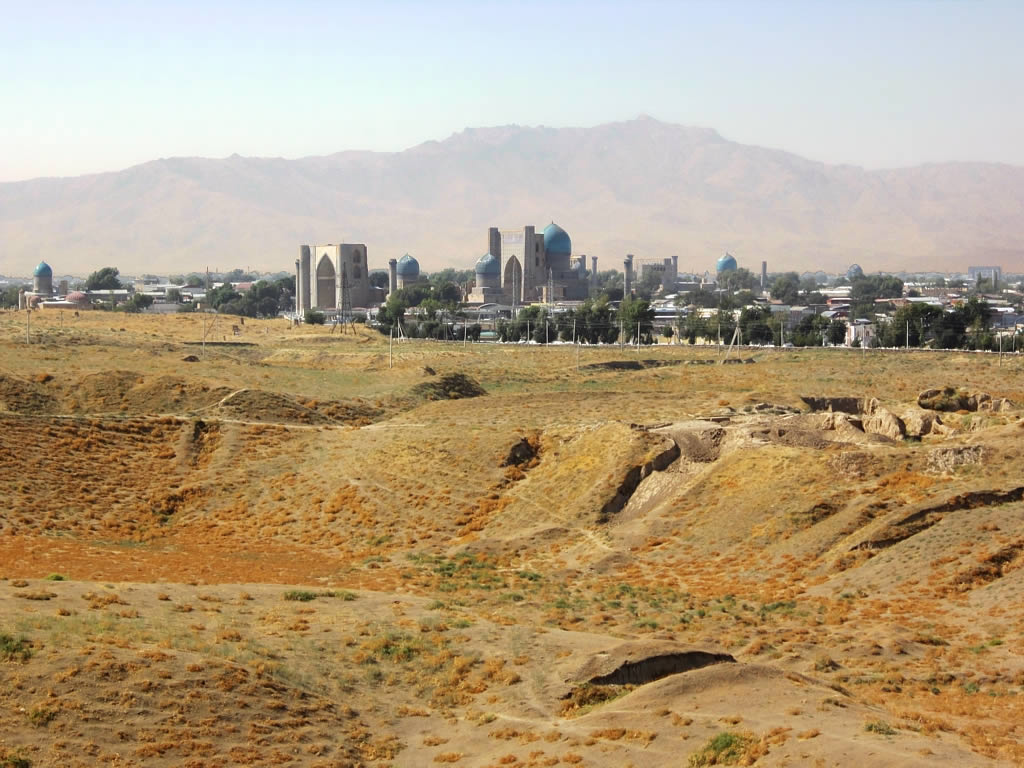
Руины Афрасиаба — древнего Самарканда, разрушенного Чингис-ханом.

Оставив Бухару в руинах, армия монгольских захватчиков по долине Согдианы направились к Самарканду (гарнизон по разным данным 40 тыс. или 110 тыс. чел.; 20 боевых слонов). На 3 день часть духовенства открыла ему ворота и без боя сдала город. 30 тысяч воинов-канглов, бывшие опорой хорезмшаха Мухаммеда и его матери Туркан хатун, были вырезаны и убиты монгольскими воинами.

Как писал историк Ибн ал-Асир: 
«На 4 день они объявили в городе, чтобы все население вышло к ним, а если кто замедлит с этим, его убьют.
К ним вышли все мужчины, женщины и дети, и они сделали с ними то же, что и с жителями Бухары — учинили грабежи, убийства, угон в неволю и всяческие бесчинства.
Войдя в город, они разграбили его и сожгли соборную мечеть, а остальное оставили, как было.

Они насиловали девушек и подвергали людей всяческим пыткам, требуя деньги. Тех, кто не годился для угона в неволю, они убивали».

## Поход на Балх и истребление его жителей
Подойдя к городу Балху, монгольские захватчики не встретили вооружённого сопротивления его жителей. Полагаясь на обещание Чингисхана о пощаде, жители без боя открыли ему городские ворота. Однако Чингисхан обманул жителей. Балхцы все были поголовно перебиты монголами. Стены и укрепления, а также мечети и дворцы были разрушены, город предан огню.

По другим средневековым рукописным источникам, падение и разграбление Балха рисуется в несколько ином виде: 
«Чингисхан, — пишет Мирза Улугбек, — отверг просьбу вышедших к нему на встречу сановников Балха о помиловании и пощаде [горожан] на том основании, что они укрывали до этого в Балхе султана Джалал ад-дина, сына Хорезмшаха». 
У Мирзы Улугбека есть ещё одна любопытная деталь: тщетно пытаясь взять Балх силой, монголы разрушили знаменитую плотину Банд-и Амир на реке Балхаб и затопили весь город. Спасшие от наводнения жители были уничтожены. Так или иначе, город был разрушен, жители его были массово убиты, материальные и духовные ценности уничтожены.
«После разгрома и опустошения, произведённого Чингисханом, — пишет Дегинь, — Балх долгое время не мог оправиться» и никогда уже не достиг былого расцвета.

## Захват Мерва и истребление его жителей
В 1220 году был захвачен самый крупный город Хорасана — Мерв. Историк Ибн аль-Асир приводит следующие сведения: 
«Тогда [ Толуй хан] сел на золотое сиденье и приказал привести тех воинов, которых он захватил.
Их привели и казнили, а люди смотрели на них и плакали. Что касается простого народа, то неверующие
поделили между собой мужчин, женщин и детей и их имущество. Из-за [ужасных] криков, рыданий и стонов,
этот день был подобен грядущему дню страшного суда, о котором сказано: „И это — день, который увидят!“.
Они схватили богатых, избивали их и всячески истязали, домогаясь денег. Возможно, что кто-то из них умер

от жестокого избиения, [хотя] у него не осталось ничего, чем он смог бы откупиться».
Также Ибн аль-Асир писал:  
«Затем неверующие сожгли город, сожгли гробницу султана Синджара и разрыли его могилу, разыскивая деньги.
Все это происходило в течение трех дней. На четвертый день [сын Чингиз-хана] приказал перебить всех жителей города,
заявив: «Эти не повиновались нам!» И всех их убили. Он приказал сосчитать убитых, и тех оказалось около 700 тысяч.

«Поистине, мы принадлежим Аллаху, и к нему мы возвращаемся!»...»

## Бегство хорезмшаха Ала ад-дина Мухаммеда
Без боя проигравший войну и не имеющий поддержки Мухаммед бежал на один из пустынных островов Каспийского моря, где в деревушке Астара и умер в феврале 1221 года, передав власть своему сыну Джелал-ад-Дину. Три тумена во главе с Джэбэ, Субэдэй-багатуром и Тохучар-нойоном преследовали Мухаммеда. Проходя через владения Хан-Мелика, Тохучар в нарушение предварительной договорённости начал грабить и брать в плен жителей, в результате чего был отозван Чингисханом и понижен в должности.

## Штурм Ургенча и мужество Наджм ад-дина Кубра
Дальше Самарканда Чингисхан не пошёл, а отправил Толуя с 70-тысячной армией на покорение Хорасана, а в начале 1221 года 50-тысячная армия Джучи, Чагатая и Угэдэя подступила к столице Хорезма — городу Ургенчу. После семимесячной осады монголы взяли его, разгромили, а жителей увели в плен. Как писал историк Рашид-ад-дин:
"Монголы сражались жестоко и брали квартал за кварталом и дворец за дворцом, сносили их и сжигали, пока в течение 7 дней не взяли таким способом весь город целиком. [Тогда] они выгнали в степь сразу всех людей, отделили от них около 100 тысяч ремесленников и послали [их] в восточные страны.
Молодых женщин и детей же угнали в полон, а остаток людей разделили между воинами, чтобы те их перебили.

Утверждают, что на каждого монгола пришлось 24 человека, количество же ратников [монголов] было больше пятидесяти тысяч. Короче говоря, всех перебили и войско [монголов] занялось потоком и разграблением. Разом разрушили остатки домов и кварталов.
Чингисхан услышал о шейхе шейхов, полюсе полюсов Наджм-ад-дине Кубра, и он послал ему сказать: 
«Я предам Хорезм избиению и грабежу. Тому святому своего времени нужно покинуть среду хорезмийцев и присоединиться к нам!». 
Шейх, в ответ сказал: 
«Вот уже семьдесят лет, как я довольствуюсь и переношу горечь и сладость судьбы в Хорезме с этим народом. Теперь, когда [наступила] пора нисшествия бед, если я убегу и покину его, это будет далёким от пути благородства и великодушия!». 
Наджм ад-дин Кубра погиб во время штурма города.

Kак писал Джувейни: 
«Жители города, укрепились в улицах и кварталах; на каждой улице они начинали бои, и около каждого прохода устраивали заграждения.
Войско [монгольское] сосудами с нефтью сжигало их дома и кварталы и стрелами и ядрами сшивало людей друг с другом».
Когда город был захвачен, уцелевших жителей выгнали в поле. Отделили и увели в рабство ремесленников (по Джувейни, более 100 тыс.),
а также молодых женщин и детей, а прочих жителей разделили между воинами, причём, по Джувейни, на долю каждого воина пришлось по 24 человека, и всех перебили «топорами, кирками, саблями, булавами». После этого монголы открыли плотины, вода Амударьи хлынула и затопила весь город,

так что и спрятавшиеся в разных укрытиях люди погибли, и «из жителей ни один не уцелел».

## Нападение на Восточный Иран
Тем временем Толуй вместе со своим войском вошёл в провинцию Хорасан и взял штурмом Нессу, после чего появился перед крепостными стенами Мерва. Под Мервом были использованы пленники почти из всех городов, ранее захваченных монголами. Воспользовавшись изменой жителей города, монголы захватили Мерв, и в свойственной им манере разграбили и сожгли город в апреле 1221 года.

Из Мерва монгольские захватчики во главе с Толуем отправились в персидский город Нишапур. Четыре дня его жители сражались на стенах и улицах города. Город был взят, и, за исключением четырёхсот ремесленников, оставленных в живых и отправленных в Монголию, остальные мужчины, женщины и дети были зверски убиты. Рашид-ад-дин пишет:
«В ту весну, как Чингисхан осаждал Талукан, царевичи Джучи, Чагатай и Угедей находились на взятии Хорезма. Толуй вышел по дороге Тимур-Кахалка (дорога из Нахшеба в Термез) он назначил войска правого и левого крыла, а сам шел в центре через Меручак, Баг и Башур, взял всю ту страну, взял Мерв, оттуда до Нишапура все зависимые области и округа, как-то: Серахс, Абиверд, Неса, Языр, Тус, Джаджарм, Джувейн, Бейхак, Хаф, Шейган и Зерабад, причем каждое из тех местечек есть большой город — все (эти города и поселения) он покорил, взял также город Нишапур и в конце весны упомянутого года взял и забрал все те города и страны» 
Герат открыл свои ворота монгольским захватчикам, но это не спасло его от разорения. На этом этапе своего продвижения по городам Азии Толуй получил приказ от отца присоединиться к его армии в Бадахшане.

## Борьба Джелал ад-Дина с монголами
На территории Афганистана борьбу с Чингисханом возглавил сын Ала ад-дина Мухаммеда II хорезмшаха (1200—1220) Джалал ад-дин, который был правителем Газнийского удела. Он собрал значительное войско. В Гарчистане (область в верховьях Мургаба) к нему присоединился Хан-Малик (из туркмен), а также один из крупных туркменских лидеров, Сейф ад-дин, имевший 40-тысячное войско. По прибытии в Газни к нему присоединились со своими отрядами Тимур-Малик и Амин ал-мульк, гурские эмиры и, наконец, отряд афганских воинов во главе с Музаффар-Маликом. Выступив летом 1221 г. навстречу Чингисхану, Джалал ад-дин остановился лагерем у селения Парван. Он совершил успешное нападение на крупный отряд монгольских войск, осаждавший крепость Валиян, и наголову разгромил его.
Встревоженный поражением своих войск, сведения о котором могли воодушевить и поднять против монголов население завоёванных им
и его сыновьями областей, Чингисхан направил против Джалал ад-дина большой отряд войск (30-40 тыс.) во главе с одним из опытных своих военачальников, Шиги-Хутуху-нойоном (Шиги-Кутук). Джелал-ад-Дин собрав 70-тысячное войско, нанёс поражение 30-тысячному отряду монголов во главе с Шиги-Кутуку при Перване.
Чингис-хан, который в это время был связан осадой Талькана, вскоре овладел крепким городом и мог сам с главными силами выступить против Джелал ад-Дина; тыл его обеспечивался отрядом Толуя в Хорасане. Он настиг Джелал-ад-Дина в декабре 1221 года на берегу реки Инд.
Чингисхан, с которым были почти все его войска, — около 80 000 превосходной монгольской конницы и значительные отряды ранее повиновавшихся мусульманских эмиров и тюркских ханов, — разделил свои превосходящие силы на три части, расставив их широко, грозя захватить противника «в клещи». Сам же, с резервом, встал поодаль от своих войск. Будучи в меньшинстве, Джелал ад-Дин решил защищаться. Он построил войско полумесяцем, спиной к реке, левый фланг упирался в высокие скалистые горы, правый — в излучину реки, в центре он разместил наиболее сильную часть войск — конницу и свою гвардию. Таким образом, атаковать его было сложно с любой стороны. Уверенный в победе, Чингисхан приказал своим воинам взять Джелал ад-Дина, уже трижды унизившего монгольское оружие, живым.
Монголы провели обходной манёвр по труднопроходимой скалистой местности и нанесли удар хорезмийцам во фланг. Также Чингисхан ввёл в бой элитное гвардейское подразделение «багатуров». Армия Джелал-ад-Дина была разбита, а сам он с 4 тысячами воинов спасся вплавь.
В погоню за молодым султаном, бежавшего на этот раз в Дели, Чингисхан отправил 20-тысячное войско. Опустошив провинции Лахор, Пешавар и Меликпур, монголы вернулись в Газни. Ещё 10 лет Джелал-ад-Дин боролся с монголами. Новый монгольский хан Угэдэй назначил в Иран наместником Чормагана, который с армией в 30-50 тысяч человек в 1230 году развернул новое наступление. Не успевшие сосредоточиться хорезмийские войска были рассеяны, северный Иран захвачен. Джелал-ад-Дин бежал в горы восточной Анатолии, где в 1231 году был убит каким-то курдом. После этого власть монголов признали правители Фарса и Кермана. Долгая осада монголами Исфахана закончилась взятием города в 1235/36 году.
В борьбе против монгольских завоевателей туркменская знать проявляла личную храбрость и мужество.
За три года (1219—1221) под ударами монголов пало царство Мухаммеда Хорезмшаха, простиравшееся от Инда до Каспийского моря, его восточная часть была завоёвана.

## Итоги монгольского нашествия

### Отрицательные
Поход монголов в Среднюю Азию сопровождался:
- страшными опустошениями и массовой гибелью населения от мечей и стрел завоевателей, от огня пожарищ и вызванных прорывом каналов наводнений;
- обрывом оживлённого строительства: многие памятники подвергнуты варварскому разрушению; города и села были подвергнуты катастрофическим разрушениям; захват региона на многие столетия оставил в развалинах и запустении когда-то цветущие оазисы и города.
- Оставшееся в живых население испытало на себе при монгольском владычестве более жестокие формы феодальной зависимости и эксплуатации;
- в этих странах широко возродился рабовладельческий уклад,
- преобладающим стал скотоводческий, кочевой сектор экономики за счёт резкого сокращения земледелия, подорванного уничтожением сети искусных ирригационных сооружений.
- Безвозвратно утеряны культурные и исторические ценности.
- Были убиты тысячи учёных, сожжены библиотеки, разрушены медресе и мечети.
- Большинство ремесленников этих стран были вывезены в Монголию для обслуживания нужд завоевателей[27].
- Страна не могла оправиться от разрухи времён завоевания ещё и потому, что завоеватели не сумели установить ни твёрдой власти, ни законности, ни прочного мира[27].

Согласно И. П. Петрушевскому:
«при Чингисхане применялись организованные грабёж и раздел военной добычи, опустошения целых районов и истребление мирного населения. Это была целая система массового организованного террора, проводившаяся сверху и имевшая целью уничтожение способных к сопротивлению элементов населения, запугивание мирных жителей и создание паники в завоёванных странах. Закончив ограбление города и делёж добычи, они принимались за горожан: военных убивали, семьи их обращали в рабство. Девушек и молодых женщин также обращали в рабынь и делили между знатью и воинами. Ремесленников и искусных мастеров распределяли в качестве рабов между монгольскими царевичами и знатью».
Монгольское завоевание Средней Азии нанесло тяжелейший удар хозяйственной жизни Мавераннахра и Хорезма. Цветущие земледельческие оазисы были разорены.
В результате грабежей и пожаров многие города, особенно Бухара, Самарканд, Мерв, Бинакет, Ходженд и Гургандж, превратились в руины.
Население подверглось массовому истреблению. Пришло в запустение сельское хозяйство. Из-за уничтожения свинцового акведука древнего самаркандского водопровода — уникального сооружения, обеспечивавшего питьевой водой город и его округ, городская жизнь на прежней территории Самарканда уже не возобновилась. Из-за разрушения головной плотины Мервского оазиса — Султанбанд, этот земледельческий край был лишён орошения. Обширные площади плодородной земли высохли от безводья и в скором времени покрылись песчаными барханами.

### Положительные
- Монгольские власти стимулировали развитие торговли, международных связей. Были установлены торговые и дипломатические связи с далёкими странами. По территории улусов двигались караваны, дипломатические миссии, путешественники[30].
- Одним из главных новшеств, связанных с монгольским периодом, является введение почтовой и ямской службы, что привнесло определённый динамизм в транспортную и коммуникативную систему периода средневековья. Посыльный с депешей на каждой почтовой станции менял лошадей, что значительно сокращало время передвижения[31].
- Казахский учёный А. Ш. Кадырбаев отмечал влияние монгольского имперского наследия на обретение большей политической устойчивости среди государств на постмонгольском пространстве, культурном сближении тюркских, монгольских, иранских и других народов Евразии[32].
- Существует мнение, что наследие Монгольской империи оказало влияние на раннее придворное искусство Тимуридов, а также на их правовую систему[33].
- По мнению некоторых казахских и монгольских историков, монголы не притесняли культуру племён — языки, религии, обычаи и традиции[30][34]. Веротерпимость была закреплена в Ясе Чингисхана[35]. Арабский историк XIII века Ибн аль-Асир подчёркивал, что захват монголами священной Бухары стал настоящим бедствием для мусульман: «Неверные подвергли женщин ужасному [позору], а люди смотрели на это, рыдая, не будучи в силах защититься от того, что постигло их. Но среди них оказались такие, кто не смирился с этим и предпочёл смерть. Они стали сражаться, и были убиты. Среди тех, кто так поступил и решил, что лучше быть убитым, чем видеть то, что постигло мусульман, был законовед имам Рукн ад-дин Имам-заде с его сыном. Увидев, что делают неверные с жёнами [мусульман], они вступили в схватку, и оба были убиты. Так же поступил судья Садр ад-дин-хан. Те же, кто покорился, были взяты в плен. Неверные подожгли город, медресе, мечети и всячески истязали людей, домогаясь денег»[36].

## В культуре
Войну монголов с Хорезмом описали Василий Ян (роман «Чингиз-хан»), Исай Калашников (роман «Жестокий век», 1978).